# Українська ніч 33-го
«Українська ніч 33-го» — публіцистичний цикл фільмів про штучний геноцид-голодомор в Україні. До складу циклу входять: «Страх», «Жах», «Гільйотина», «Справа Грушевського». 

## Деталі сюжету
Публіцистичний цикл фільмів про штучний голодомор в Україні. До складу циклу входять: «Страх», «Жах», «Гільйотина», «Справа Грушевського». ЦЕ повинні побачити всі — «і мертві, і живі, і ненародженні»! Це — український фільм жахів, тим жахливіший, що все це було насправді. Фільм тримає у напрузі півтори години: він важко «тисне на психіку»; він примушує хоча б на мить уявити себе жертвою того дикого прояву людської деструктивності та садизму, яким був голодомор. І все це враження дорослого чоловіка без надлишку зайвої рефлексії та з міцною психікою, загартованою щоденною боротьбою за життя.
Фільм складають окремі частини, що відображають усі події, які спричинили та зробили голодомор, а також його наслідки: «Страх або українізація», «Жах або розстріляне відродження», «Гільйотина», «Справа Грушевського».